# Liste der Abgeordneten zum Österreichischen Nationalrat (II. Gesetzgebungsperiode)
Dies ist eine Liste der Abgeordneten zum Österreichischen Nationalrat (II. Gesetzgebungsperiode). Die II. Gesetzgebungsperiode begann am 20. November 1923 und endete am 18. Mai 1927. Nach der Nationalratswahl am 21. Oktober 1923 entfielen von 165 Mandaten 80 auf die Christlichsoziale Partei (CSP), 68 auf die Sozialdemokratische Arbeiterpartei (SdP), 10 auf den Verband der Großdeutschen Volkspartei (GdP) und des Landbundes (LBd), 6 auf die Kärntner Einheitsliste (Wahlgemeinschaft des Kärntner Landbundes, der Christlichsozialen Partei und der Großdeutschen Volkspartei) und ein Mandat auf den Burgenländischen Bauernbund (Landbund für Österreich). Während der Legislaturperiode waren 182 Mandatare Mitglied des Nationalrats.
| Name                        | Geb  | Gst  | Fraktion | Anmerkungen |
| --------------------------- | ---- | ---- | -------- | --- |
| Abram Simon                 | 1871 | 1940 | SdP      | |
| Aigner Josef                | 1884 | 1947 | CSP      | |
| Allina Heinrich             | 1878 | 1953 | SdP      | |
| Aman Sepp                   | 1870 | 1957 | LBd      | |
| Angerer Hans                | 1871 | 1944 | GdP      | |
| Austerlitz Friedrich        | 1862 | 1931 | SdP      | |
| Bauer Alois                 | 1879 | 1969 | SdP      | |
| Bauer Franz                 | 1876 | 1944 | CSP      | |
| Bauer Otto                  | 1881 | 1938 | SdP      | |
| Baumgärtel Emil             | 1885 | 1939 | SdP      | |
| Bichl Felix                 | 1875 | 1956 | LBd      | |
| Binder Franz                | 1881 | 1944 | CSP      | |
| Birbaumer Franz             | 1871 | 1931 | CSP      | |
| Boschek Anna                | 1874 | 1957 | SdP      | |
| Bretschneider Ludwig August | 1860 | 1929 | SdP      | |
| Brinnich Franz              | 1879 | 1962 | CSP      | |
| Buchinger Rudolf            | 1879 | 1950 | CSP      | |
| Buresch Karl                | 1878 | 1936 | CSP      | |
| Burgstaller Alois           | 1874 | 1942 | CSP      | |
| Clessin Heinrich            | 1880 | 1950 | GdP      | |
| Danneberg Robert            | 1885 | 1942 | SdP      | |
| Dersch Mathias              | 1865 | 1943 | CSP      | |
| Deutsch Julius              | 1884 | 1968 | SdP      | |
| Dinghofer Franz             | 1873 | 1956 | GdP      | |
| Domes Franz                 | 1863 | 1930 | SdP      | |
| Dostal Hubert               | 1880 | 1946 | CSP      | |
| Drexel Karl                 | 1872 | 1954 | CSP      | |
| Duda Adolf                  | 1878 | 1940 | SdP      | |
| Ebner Anton                 | 1876 | 1963 | SdP      | |
| Eisenhut Josef              | 1864 | 1928 | CSP      | |
| Eisler Arnold               | 1879 | 1947 | SdP      | |
| Eldersch Matthias           | 1869 | 1931 | SdP      | |
| Ellenbogen Wilhelm          | 1863 | 1951 | SdP      | |
| Ertl Ferdinand              | 1877 | 1952 | GdP      | am 2. Dezember 1925 für die verstorbene Emmy Stradal nachgerückt |
| Ertl Franz                  | 1872 | 1933 | CSP      | |
| Falger Nikolaus             | 1888 | 1960 | CSP      | |
| Falle Anton                 | 1886 | 1945 | SdP      | |
| Fink Jodok                  | 1853 | 1929 | CSP      | |
| Födermayr Florian           | 1877 | 1960 | CSP      | |
| Forstner August             | 1876 | 1941 | SdP      | |
| Frank Felix                 | 1876 | 1957 | GdP      | |
| Freundlich Emmy             | 1878 | 1948 | SdP      | |
| Gabriel Josef               | 1868 | 1939 | SdP      | |
| Gangl Michael               | 1885 | 1977 | CSP      | |
| Geisler Simon               | 1868 | 1931 | CSP      | |
| Geyer Hermann               | 1873 | 1963 | CSP      | |
| Gierlinger Balthasar        | 1886 | 1954 | CSP      | |
| Gimpl Georg                 | 1887 | 1947 | CSP      | |
| Glöckel Otto                | 1874 | 1935 | SdP      | |
| Grailer Iring               | 1888 | 1979 | GdP      | |
| Gröger Florian              | 1871 | 1927 | SdP      | bis zum 18. Mai 1927, einen Tag vor seinem Tod |
| Größbauer Philipp           | 1857 | 1930 | LBd      | |
| Gruber Rudolf               | 1864 | 1926 | CSP      | bis zu seinem Tod am 13. Oktober 1926 |
| Gürtler Alfred              | 1875 | 1933 | CSP      | |
| Gürtler Johann              | 1868 | 1936 | CSP      | |
| Hammerstorfer Hans          | 1870 | 1954 | SdP      | |
| Hampel Ernst                | 1885 | 1964 | GdP      | |
| Hareter Alexander           | 1883 | 1954 | SdP      | |
| Hartmann Josef              | 1880 | 1954 | SdP      | |
| Haueis Alois                | 1860 | 1951 | CSP      | |
| Hauser Johann Nepomuk       | 1866 | 1927 | CSP      | bis zu seinem Tod am 8. Februar 1927 |
| Heigl Josef                 | 1866 | 1938 | CSP      | |
| Heinl Eduard                | 1880 | 1957 | CSP      | |
| Heitzinger Johann           | 1879 | 1947 | CSP      | |
| Hermann Hermann             | 1870 | 1933 | SdP      | |
| Heuberger August            | 1873 | 1960 | CSP      | |
| Höchtl Leopold              | 1870 | 1947 | CSP      | |
| Hofer Franz                 | 1874 | 1933 | CSP      | |
| Hofer Hans                  | 1863 | 1941 | CSP      | |
| Hohenberg Karl              | 1862 | 1950 | SdP      | |
| Hollersbacher Josef         | 1879 | 1951 | CSP      | |
| Hölzl Anton Franz           | 1874 | 1946 | SdP      | |
| Hueber Anton                | 1861 | 1935 | SdP      | |
| Illmer Hans                 | 1878 | 1936 | CSP      | |
| Irsa Karl                   | 1886 | 1942 | CSP      | |
| Jerzabek Anton              | 1867 | 1939 | CSP      | |
| Kienböck Viktor             | 1873 | 1956 | CSP      | |
| Kletzmayr Hermann           | 1873 | 1949 | CSP      | |
| Klieber Mauritius           | 1877 | 1949 | CSP      | |
| Klimann Thomas              | 1876 | 1942 | GdP      | |
| Klug Simon                  | 1871 | 1945 | CSP      | |
| Kollmann Josef              | 1868 | 1951 | CSP      | |
| Kraft Emil                  | 1865 | 1931 | GdP      | Mandatsniederlegung am 13. Dezember 1923 |
| Kroboth Rudolf              | 1887 | 1964 | CSP      | |
| Kunschak Leopold            | 1871 | 1953 | CSP      | |
| Lampl Franz                 | 1883 | 1943 | CSP      | |
| Lenz Hans                   | 1873 | 1953 | SdP      | |
| Leuthner Karl               | 1869 | 1944 | SdP      | |
| Lieschnegg Karl             | 1871 | 1950 | CSP      | |
| Luttenberger Franz          | 1883 | 1937 | CSP      | |
| Maier Anton                 | 1876 | 1955 | CSP      | |
| Maier Franz                 | 1872 | 1945 | LBd      | |
| Markschläger Rudolf         | 1890 | 1982 | CSP      | |
| Mataja Heinrich             | 1877 | 1937 | CSP      | |
| Mayr Otto                   | 1884 | 1952 | CSP      | |
| Mayrhofer Hans              | 1876 | 1949 | SdP      | |
| Meißner Theodor             | 1870 | 1952 | SdP      | |
| Miklas Wilhelm              | 1872 | 1956 | CSP      | |
| Morawitz Hans               | 1893 | 1966 | SdP      | |
| Muchitsch Hans              | 1881 | 1958 | SdP      | |
| Müller Adolf                | 1884 | 1940 | SdP      | |
| Niedrist Karl               | 1863 | 1926 | CSP      | bis zu seinem Tod am 9. November 1926 |
| Odehnal Franz               | 1870 | 1928 | CSP      | |
| Oelzelt Franz               | 1887 | 1963 | CSP      | |
| Pargfrieder Leopold         | 1879 | 1978 | CSP      | |
| Parrer Franz                | 1875 | 1944 | CSP      | |
| Partik Matthias             | 1869 | 1935 | CSP      | |
| Paulitsch Michael           | 1874 | 1948 | CSP      | |
| Pichler Josef               | 1883 | 1961 | CSP      | |
| Pick Karl                   | 1867 | 1938 | SdP      | |
| Pirchegger Anton            | 1885 | 1949 | CSP      | |
| Pölzer Johann               | 1872 | 1934 | SdP      | |
| Popp Adelheid               | 1869 | 1939 | SdP      | |
| Proft Gabriele              | 1879 | 1971 | SdP      | |
| Ramek Rudolf                | 1881 | 1941 | CSP      | |
| Rauscha Julie               | 1878 | 1926 | SdP      | bis zu ihrem Tod am 19. Februar 1926 |
| Reiner Fritz                | 1880 | 1925 | CSP      | bis zu seinem Tod am 13. November 1925 |
| Renner Karl                 | 1870 | 1950 | SdP      | |
| Richter Paul                | 1877 | 1958 | SdP      | |
| Rieger Eduard               | 1865 | 1938 | SdP      | |
| Rozenits Demetrius          | 1874 | 1933 | CSP      | |
| Rudel-Zeynek Olga           | 1871 | 1948 | CSP      | |
| Sailer Georg                | 1874 | 1935 | SdP      | |
| Sassik Raimund              | 1883 | 1935 | SdP      | |
| Scharfegger Ambros          | 1866 | 1939 | CSP      | |
| Scheibein Wilhelm           | 1869 | 1936 | SdP      | |
| Schein Leopold              | 1873 | 1950 | CSP      | |
| Schiegl Wilhelm             | 1866 | 1936 | SdP      | |
| Schlesinger Paul Johannes   | 1874 | 1945 | SdP      | |
| Schmitz Richard             | 1885 | 1954 | CSP      | |
| Schneeberger Pius           | 1892 | 1969 | SdP      | |
| Schneidmadl Heinrich        | 1886 | 1965 | SdP      | |
| Schönbauer Ernst            | 1886 | 1966 | LBd      | |
| Schönsteiner Friedrich      | 1880 | 1928 | CSP      | |
| Schöpfer Aemilian           | 1858 | 1936 | CSP      | |
| Schulz Hermann              | 1874 | 1926 | SdP      | bis zu seinem Tod am 18. Februar 1926 |
| Schumacher Franz            | 1861 | 1939 | CSP      | |
| Schürff Hans                | 1875 | 1939 | GdP      | |
| Seidel Amalie               | 1876 | 1952 | SdP      | |
| Seidel Richard              | 1872 | 1947 | SdP      | |
| Seipel Ignaz                | 1876 | 1932 | CSP      | |
| Seitz Karl                  | 1869 | 1950 | SdP      | |
| Sever Albert                | 1867 | 1942 | SdP      | |
| Skaret Ferdinand            | 1862 | 1941 | GdP      | |
| Smitka Johann               | 1863 | 1944 | SdP      | |
| Spalowsky Franz             | 1875 | 1938 | CSP      | |
| Stein Viktor                | 1876 | 1940 | SdP      | |
| Steinegger Hans             | 1885 | 1962 | CSP      | |
| Stempfer Georg              | 1887 | 1936 | CSP      | |
| Stika Felix                 | 1887 | 1971 | SdP      | |
| Stöckler Josef              | 1866 | 1936 | CSP      | |
| Stradal Emmy                | 1877 | 1925 | GdP      | bis zu ihrem Tod am 21. November 1925 |
| Streeruwitz Ernst           | 1874 | 1952 | CSP      | |
| Strunz Rudolf               | 1881 | 1936 | SdP      | |
| Teufl Josef                 | 1873 | 1947 | CSP      | |
| Tomschik Josef              | 1867 | 1945 | SdP      | |
| Tuller Ludwig               | 1867 | 1942 | SdP      | |
| Tusch Maria                 | 1868 | 1939 | SdP      | |
| Unterberger Franz           | 1870 | 1954 | CSP      | |
| Vaugoin Carl                | 1873 | 1949 | CSP      | |
| Volker Otto                 | 1872 | 1938 | CSP      | |
| Volkert Karl                | 1868 | 1929 | SdP      | |
| Waber Leopold               | 1875 | 1945 | GdP      | |
| Waihs Erwin                 | 1880 | 1959 | CSP      | |
| Wancura Johann Thomas       | 1869 | 1939 | CSP      | rückte am 11. November 1924 für den ausgeschiedenen Ernst Wense nach |
| Weidenhoffer Emanuel        | 1874 | 1939 | CSP      | |
| Weiser Kajetan              | 1876 | 1952 | SdP      | |
| Wense Ernst                 | 1875 | 1929 | CSP      | kam über einen Wahlkompromiss seiner Partei der österreichischen Monarchisten (PÖM) mit der CSP in den Nationalrat. Legte mit Umwandlung der PÖM in die Konservativen Volkspartei am 29. Oktober 1924 sein Mandat zurück |
| Widholz Laurenz             | 1861 | 1926 | SdP      | bis zu seinem Tod am 19. November 1926 |
| Wiedenhofer Josef           | 1873 | 1924 | SdP      | bis zu seinem Tod am 4. November 1924 |
| Wieninger Josef             | 1860 | 1939 | CSP      | |
| Wiesmaier Josef             | 1871 | 1931 | CSP      | |
| Wimmer Johann               | 1874 | 1947 | CSP      | |
| Witternigg Josef            | 1881 | 1937 | SdP      | |
| Witzany Hans                | 1881 | 1955 | SdP      | |
| Wollek Richard              | 1874 | 1940 | CSP      | |
| Zarboch Rudolf              | 1878 | 1960 | GdP      | |
| Zauner Josef                | 1876 | 1967 | CSP      | |
| Zehetgruber Franz           | 1882 | 1970 | CSP      | |
| Zelenka Franz               | 1886 | 1960 | SdP      | |
| Zwanzger Johann             | 1864 | 1939 | SdP      | |
| Zwenk Heinrich              | 1875 | 1927 | SdP      | bis zu seinem Tod am 16. April 1927 |

## Quelle
- Abgeordnete zum Nationalrat der II. Gesetzgebungsperiode auf den Seiten des österreichischen Parlaments